# 梧棲氣象站
梧棲氣象站位於臺灣臺中市梧棲區臺中港海港聯合辦公大樓內，為交通部中央氣象署轄下的氣象測報機構，原屬於三等氣象測報機構，2020年3月20日起人員移編彰化田中氣象站後，由臺中氣象站接管，稱為臺中氣象站梧棲站區，自動測站站號：C0FA3。

## 沿革
梧棲氣象站為中央氣象局配合十大建設中臺中港竣工通航而設置，首先於1976年10月15日商借交通部臺中港務局第二辦公室成立中央氣象局梧棲測候所籌備處。1977年7月1日因應氣象局轄屬測候所全面改名氣象測站，梧棲測候所籌備處改名為梧棲氣象測站籌備處，並將今位於新北市淡水區淡水氣象測站人員移編梧棲氣象測站。隔年2月28日籌備處遷移至港務聯合大樓西棟六、七樓。
1978年7月1日，梧棲氣象測站依據中央氣象局轄屬測報機構，改制為四等氣象測報機構，1980年10月1日升格為三等氣象測報機構。1989年8月1日更名為交通部中央氣象局梧棲氣象站，梧棲氣象站除本身港區與海洋氣候觀測外，因鄰近彰化縣境內無有人駐站氣象站，因此同時辦理彰化縣境內自動氣象站資料蒐集與判讀後，回傳臺北氣象局本部，但僅侷限天氣、降雨、風向、風速、氣壓、氣溫等六大大氣現象進行資料蒐集。2020年3月20日因應彰化縣田中氣象站成立，中央氣象局在總站數不變動情況下再做調整，臺東成功氣象站降編無人站，人員移至桃園新屋氣象站，梧棲氣象站人員移至田中氣象站，由臺中氣象站接收改稱為臺中氣象站梧棲站區至今。

## 建築結構
梧棲氣象站設置於臺灣港務公司臺中港務分公司海港聯合辦公大樓西棟六、七樓，觀測坪設置於頂樓。其中六樓作為預報室、作業室等，其餘還有港務分公司簡報室、會議室，及人員值班休息室等。七樓為氣象觀測室。

## 人員編制
梧棲氣象站依據中央氣象局三等氣象測報機構，配置有主任1人、職員4人，自2020年3月20日起人員移駐田中氣象站，梧棲氣象站改為自動觀測，站區由臺中氣象站定期派員維護。

## 觀測項目

### 地面氣象觀測
梧棲氣象站設置有地面氣象自動測報系統，每日定時自動化觀測氣壓、氣溫、風向、風速、濕度等氣象要素觀測，所蒐集資料及每小時電碼由中央氣象局內部網路系統，回傳臺北氣象署本部，以供天氣預報及分析之需要。

## 外部連結
- 交通部中央氣象署 臺中氣象站梧棲站區 （页面存档备份，存于）